# Tom Bradshaw
Thomas William Bradshaw (ur. 27 lipca 1992 w Shrewsbury) – walijski piłkarz występujący na pozycji napastnika w Barnsley.